# Kladské rašeliny
Kladské rašeliny je národní přírodní rezervace v CHKO Slavkovský les. Dělí se na pět částí zvaných Tajga (poblíž Kladského rybníka, rozloha 133 ha), Paterák (93 ha), Lysina (43 ha), Husí les (15 ha) a Malé rašeliniště (7 ha). Důvodem ochrany jsou typická vrchoviště s porosty borovice blatky a borovice rašelinné podobající se kleči. Ojediněle se vyskytuje bříza karpatská a olše lepkavá a roste tu také i vzácná rosnatka okrouhlolistá. Mezi ptáky ke vzácným druhům patří čáp černý, tetřev hlušec, tetřívek obecný, kulíšek nejmenší a ledňáček říční. Rezervace byla vyhlášena roku 1933.

## Lokalita

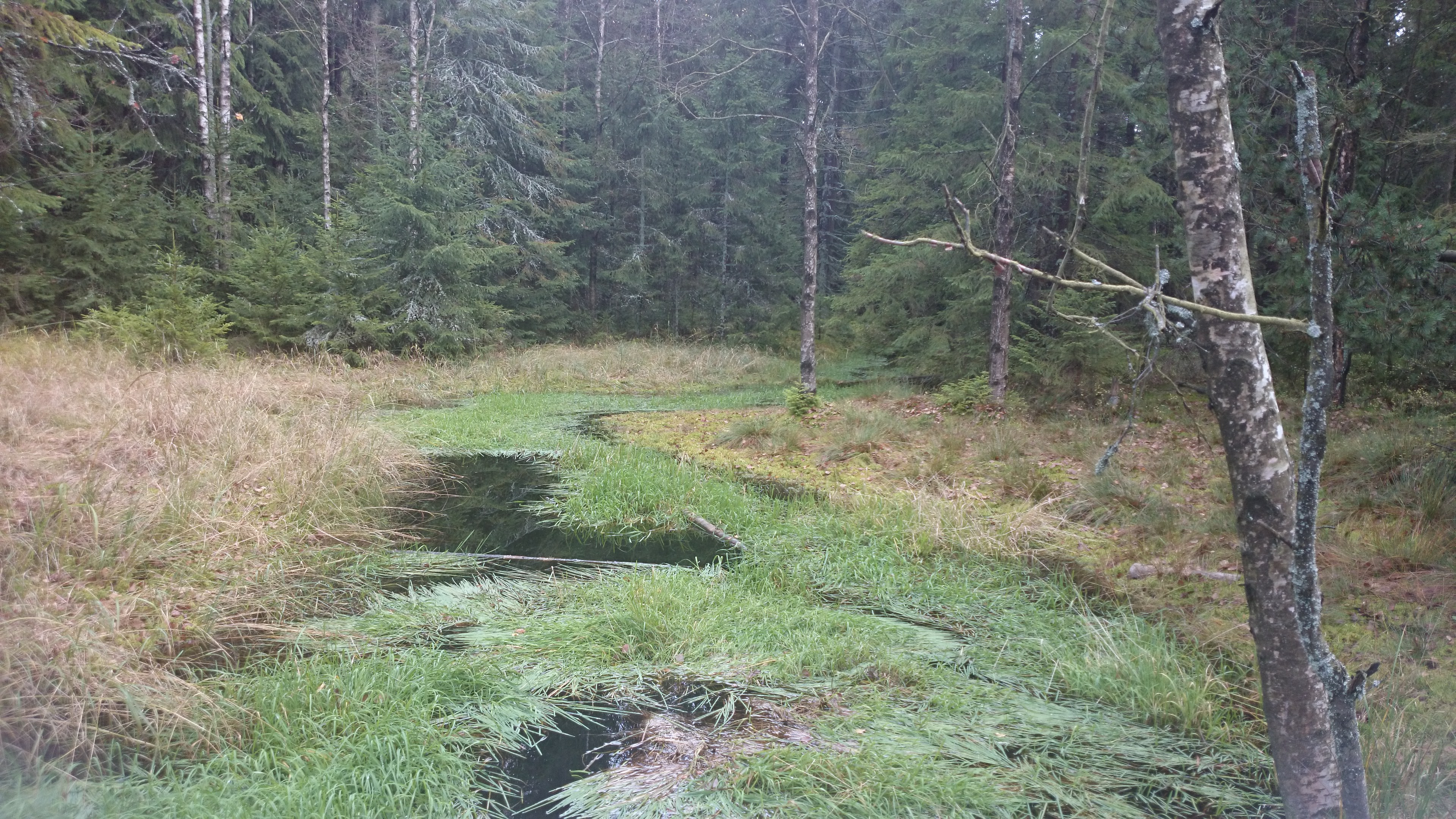
Část Tajga NPR Kladské rašeliny

Národní přírodní rezervace se nachází v Karlovarském kraji v Česku. Jedná se o pět samostatných lesních vrchovišť na území Slavkovského lesa ležících v různých katastrálních územích – Tajga (Mariánské Lázně, Prameny), Paterák (Lázně Kynžvart, Prameny, Vranov u Rovné), Lysina (Lázně Kynžvart), Husí les (Mariánské Lázně) a Malé rašeliniště (Prameny). Rašeliny leží mezi 798 až 953 metry nad mořem. Celková výměra chráněného území je 305,6484 ha 

## Historie
Tato oblast byla historicky obhospodařována konzervativně. V 19. století původní genofond smrku byl „zředěn“ jiným sadebním materiálem, ale původnost porostů blatky je považovaná za evidentní. Avšak její porost byl z dávné historie ohrožen odvodňováním. Odvodňovací kanály, které byly zbudované vystřílením trhavinou, se staly skutečně vážným ohrožením na konci 50. let 20. století při ukončení existence rozsáhlého VVP v Slavkovském lese. Jejich odvodňovací vliv negativně působil na přirozenou obnovu blatky a způsobil její částečný úbytek. A proto úseky s dominancí smrku se rozšířily dál, než byl původní stav. Značný stav vysoké zvěře měl velký negativní vliv na zmlazení a sníženou plodnost borovice blatky s ohledem na její již dosti vysoký věk, což konstatuje vážné ohrožení.
V poslední době pokračuje vliv výše zmíněných faktorů. K zdržení vody byly budovány přehrádky na odvodňovacích kanálech, ale stav není ještě zcela uspokojivý ve všech částech přírodní reservace. Celostátní pokles stavů vysoké zvěře byl v poslední době příznivý. Díky přísné ochraně NPR je v porostech minimální rušení lidmi a rezervace se stává komorou zvěře, kde se zvláště v době říje a kladení mláďat soustřeďuje. V části Tajga je však tento faktor slabší, protože tam leží často navštěvovaná naučná stezka Kladská a zámeček Kladská. Rušení zvěře by v úseku Tajga přesto bylo jevem příznivým, vyloučení lovecké činnosti z ní by bylo vyslovené nesprávné. Zatím v Tajze nebylo překročeno ani pokusně k umělé obnově, či k ochraně zmlazení blatky oplocením.
Národní přírodní rezervace Kladské rašeliny byla vyhlášena již v roce 1933 výnosem č. 143.547/33 Ministerstva školství a národní osvěty, na pěti částech rašelinišť´ Slavkovského lesa a to Glatzfilz, Birkfilz, Zangfilz, Gansenwaldfilz a Schachtwiesfilz. Nyní je známe pod jmény Tajga, Lysina, Paterák, Malé rašeliniště a Husí les..

## Přírodní poměry

### Geologie
Podloží Tajgy, Husího lesa a Malého rašeliniště je tvořeno středně zrnitou až hrubozrnnou muskovitickou krušnohorskou žulou typu Kladská, Lysiny pak lithno-topazovou hrubozrnnou krušnohorskou žulou typu Jelení. Z hornin se hojně vyskytují grafitické břidlice a rohovce, kontaktní rohovce, amfibolity a kvarcity.
Území rezervace pokrývá vrchní organozem typická (glejová) lemovaná po okrajích organozemními gleji (případně rašelinnou varietou typického gleje). V okolí rašelin se na svazích vytvořila vývojová stadia půd od silně kyselé kambizemě dystrické po kambizemní (humusové) podzoly, místy typické kryptopodzoly.
Kladské rašeliny Tajga je významnou lokalitou Česko–bavorského geoparku.

### Flora
Rašeliniště, vznikající v období před více než 10 000 lety, tvoří vrchovištní typ s maximální dosaženou mocností rašeliny 6 metrů. Rašeliniště jsou pro rostliny extrémním prostředím. Jsou to ekosystémy velice kyselé a proto jsou půdy a vody na rašeliništích velmi chudé na dusík a fosfor. Z toho důvodu si některé rostliny vyvinuly mechanismus, jak tyto látky získat jinak, konkrétně se jedná o masožravost. Na Kladských rašelinách proto hojně rostou nejznámější druhy masožravých rostlin – rosnatka okrouhlolistá (Drosera rotundifola) a tučnice obecná (Pinguicula vulgaris l.)

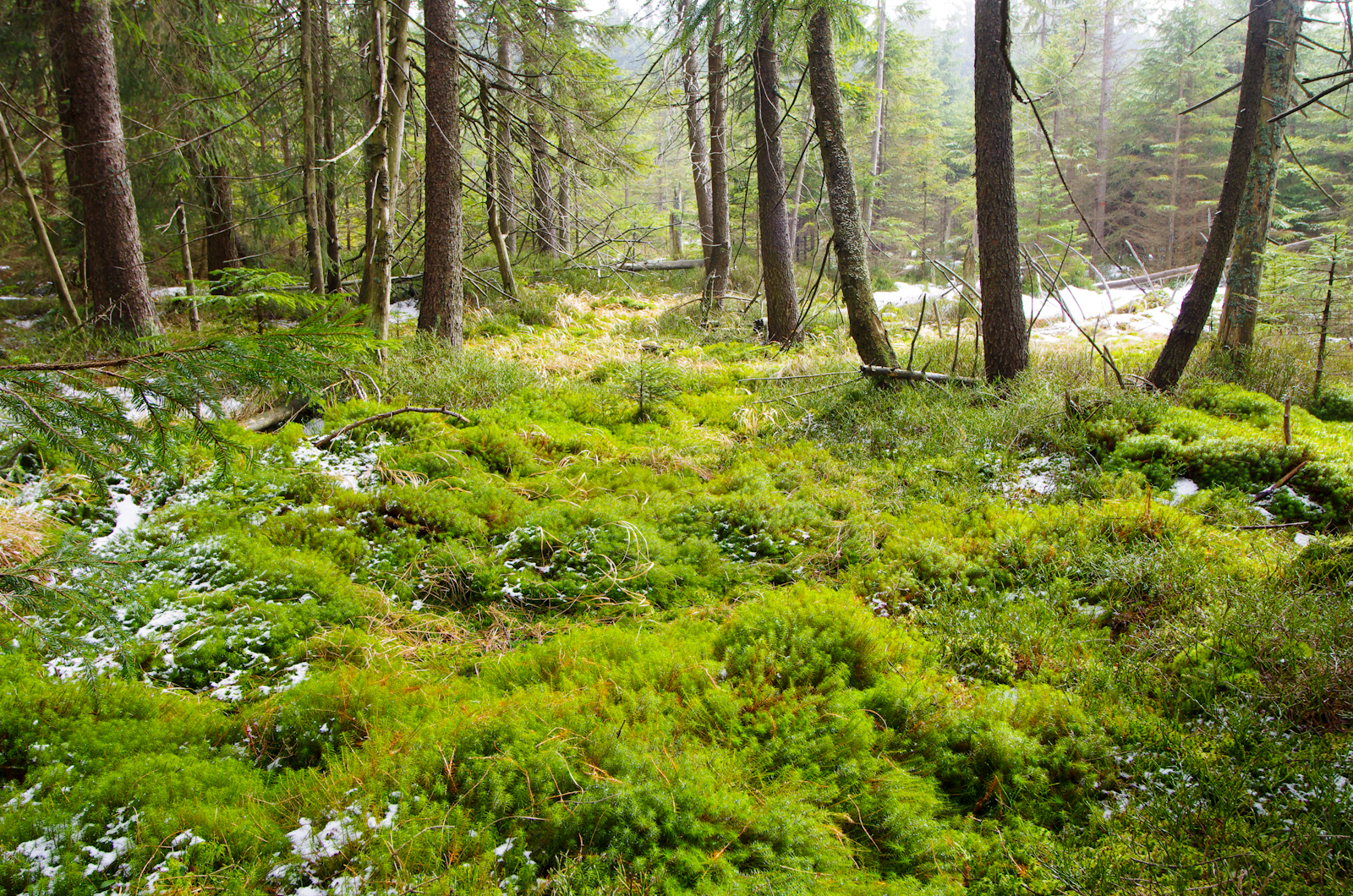
část Lysina NPR Kladské rašeliny

Na Lysině a Tajze se částečně nachází otevřené vrchovištní plochy s vodními ploškami (flarky). Z typických rostlin dominujících bylinnému patru roste na Tajze řada keříčku – především vlochyně bahenní (Vaccinium uliginosum), brusnice borůvka (Vaccinium myrtillus), brusnice brusinka (Vaccinium vitis – idaea). Méně častá je kyhanka sivolistá (Andromeda polifolia), šicha černá (Empetrum nigrum) a poměrně vzácným druhem je i drobný keříček klikva bahenní (Oxyxoccus palustris), jejíž nápadné plody mají velice vysoký obsah vitamínu C. V létě v území nelze přehlédnout také suchopýry – nápadné rostliny s chomáčky bílých ochmýřených nažek. Na Tajze najdeme dva druhy suchopýrů – hustě trsnatý suchopýr pochvatý (Eriopborum vaginatum) a netrsnatý suchopýr úzkolistý (Eriophorum angustifolium). V laggových partiích rašelinných smrčin roste prstnatec listenatý (Dactylorhiza longebracteata). Pravidelně se vyskytují sedmikvítek evropský (Trientalis europea) a třtina chloupkatá (Calamagrostis villosa)
V NPR Kladské rašeliny roste také řada vzácných mechorostů a lišejníků. Patrně nejvzácnějšími mechorosty jsou drobné mechy z rodu baňatka (Splachnum sp.) Tyto rostliny jsou ekologicky velice úzce specializované – rostou pouze v exkrementech jelení zvěře zdržující se uvnitř vrchovišť. Jsou tam také rašeliník prostřední (Sphagnum magellanicum), r. červený (S. rubellum) a r. Russowov (Sphagnum russowii). Čistotu zdejšího ovzduší dokládá výskyt vzácných, až 30 cm dlouhých lišejníků rostoucích na kůře starých bříz. Jedná se o provazovku (Usnea filipendula) a vousatec (Bryonia fusescens).

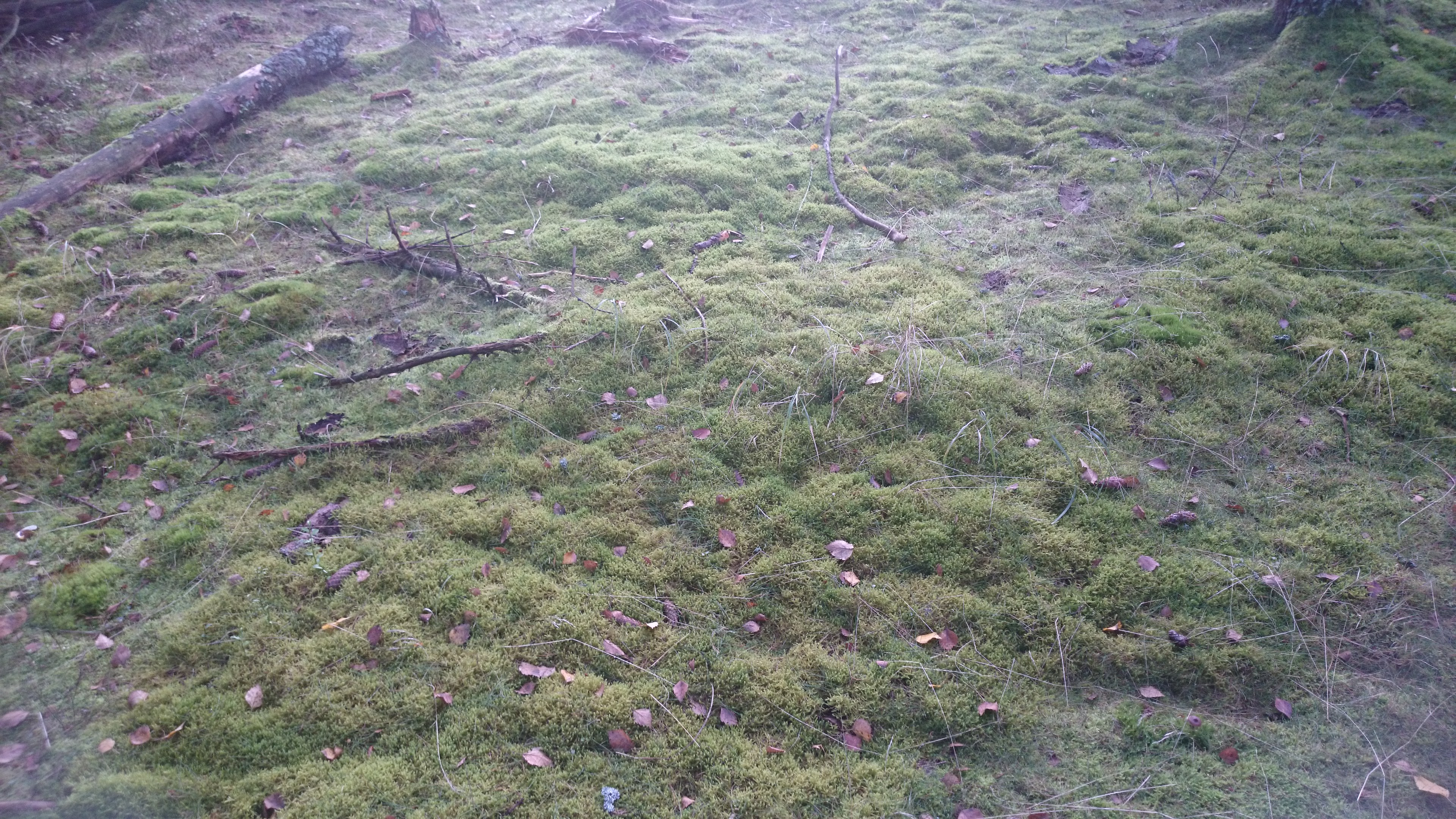
V NPR Kladské rašeliny roste řada vzácných mechorostů a lišejníků.

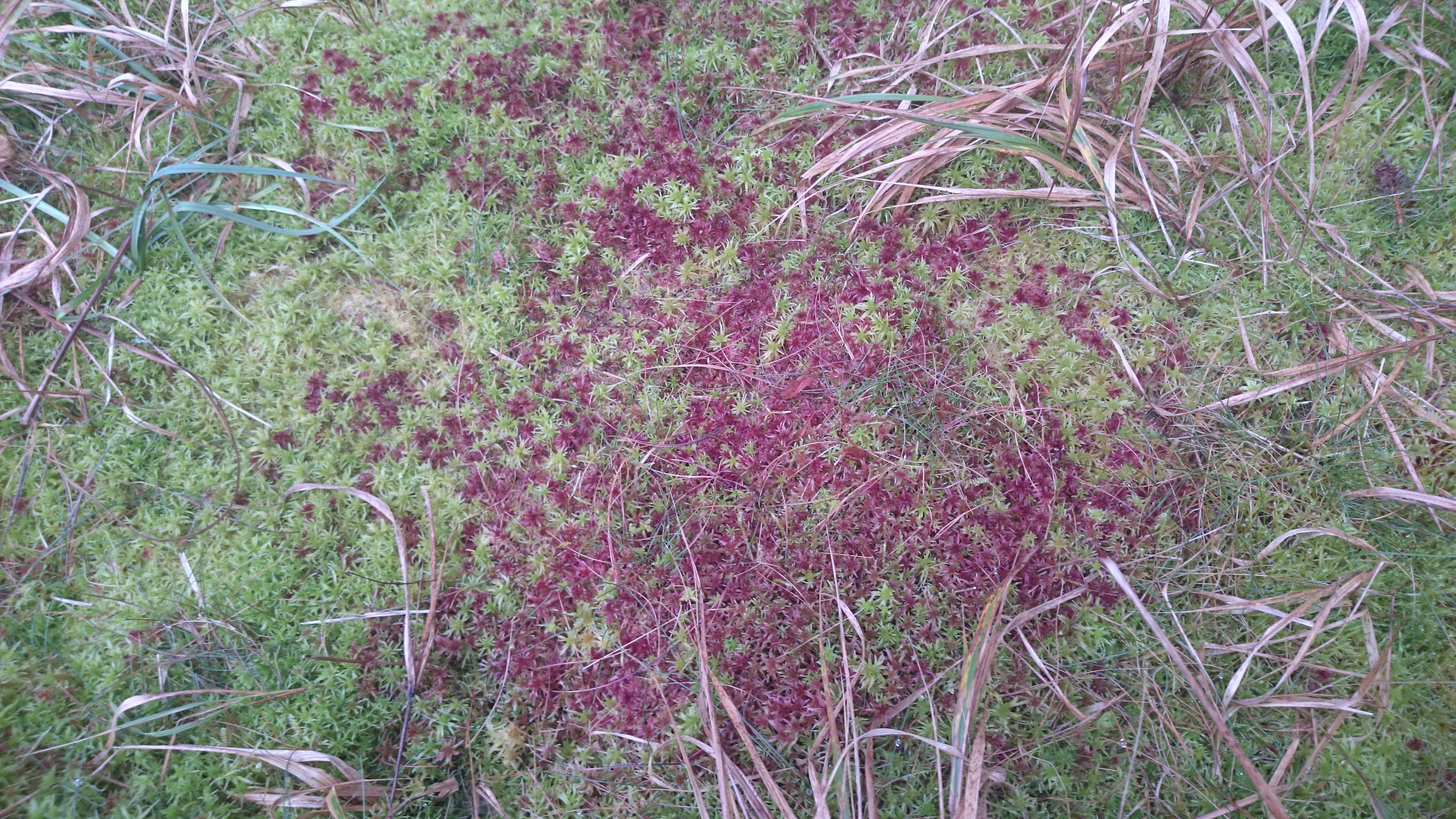
Sphagnum rubellum (rašeliník červený)

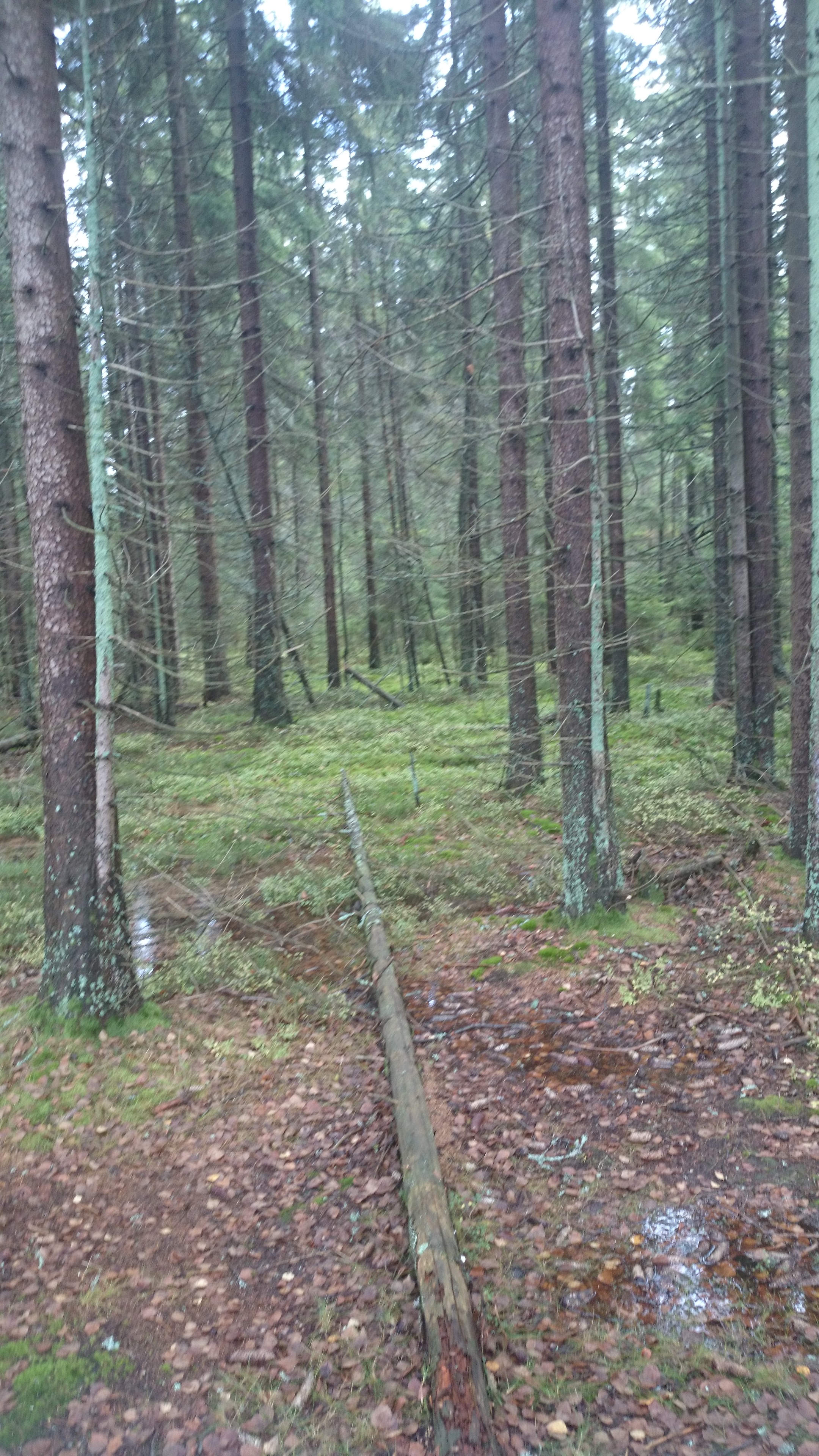
Bezzásahové území Tajga

Území rezervace zahrnuje čtyři těžbou nenarušená blatková, včetně komplexu podmáčených smrčin. Většina plochy vrchovišť je pokryta blatkovými bory (Pino rotundatae – Spragnetum) pralesovitého charakteru s dominantní borovicí blatkou (Pinus rotundata), na Lysině ji nahrazuje rašelinná kleč (Pinus X pseudopumilio), a vzácně s přimíšenou břízou karpatskou (Betula carpatica) a s olší lepkavou (Alnus glutinosa). Zbytek plochy porůstají velmi kvalitní rohozcové (Mastigobryo – Piceetum) a rašelinné smrčiny (Sphagno – Piceetum) s přirozeným cyklem obnovy za účastí kůrovce .

### Fauna

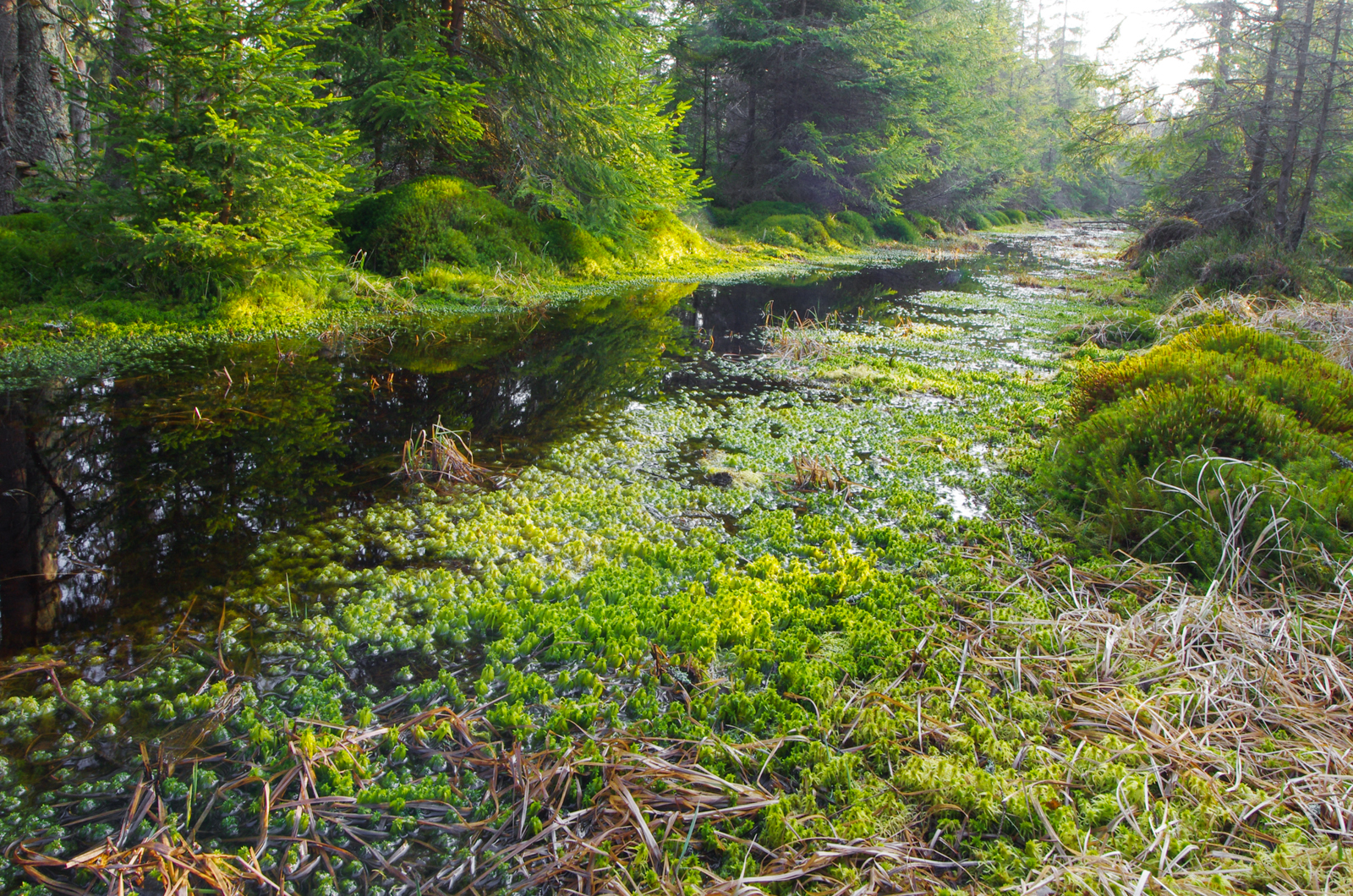
část Paterák NPR Kladské rašeliny

V oblasti Kladských rašelin se vyskytuje mnoho různých druhů živočichů. Na prostředí rašeliniště jsou specializované především některé vzácné druhy bezobratlých živočichů vázané na rašeliništní rostliny. Rozsáhlé a nedostupné lesní hvozdy Kladských rašelin jsou také domovem řady obratlovců vyhledávajících skryty způsob života.
Z běžných druhů např. jelen evropský (Cervus elaphus), srnec obecný (Capreolus capreolus), jelen sika (Cervus nippon), prase divoké (Sus scrofa), liška obecná (Vulpes vulpes), veverka obecná (Sciurus vulgaris), z bezobratlých střevlík lesní (Carabus sylvestris) a střevlík zlatolesklý (Carabus auronitens).
Kromě nich zde žije i rada vzácných živočichů, obratlovců i bezobratlých. Mezi nejvzácnější a zároveň nejnápadnější bezobratlé živočichy Kladských rašelin patří dva zástupci motýlů – žluťásek borůvkový (Colias palaeno) a perleťovec severní (Boloria aquilonaris).
Z obojživelníků je zastoupené pouze skokan hnědý (Rana temporaria)  a čolek horský (Ichthyosaura alpestris) a z plazů zmije obecná (Vipera berus).
Ve zdejších rašeliništích žijí poslední exempláře tetřeva hlušce (Tetrao urogallus) a tetřívka obecného (Tetrao tetrix). Datlík tříprstý (Picoides triadactylus) je vzácný datlovitý pták, který je vázán pouze na vysokohorské smrčiny s větším množstvím odumřelých stromů. Nedávný průzkum Slavkovského lesa ukázal, že se stále jedná o poměrně častého obyvatele zdejších lesů kuliška nejmenšího (Glaucidium passerinum), který je nejmenší evropskou sovou, velikou asi jako špaček. Čáp černý (Ciconia nigra) je věrný obyvatel Kladských rašelin a Slavkovského lesa. Je to plachý pták, který hnízdí skrytě v lesích. Na zimu odlétá až do střední a jižní Afriky. Pravidelně zde hnízdí i jestřáb lesní (Accipiter gentilis). Na Kladském rybníce je možné zahlédnout ledňáčka říčního (Alcedo attbis), který zde loví malé rybky.  Vzácné lze potkat vodouše kropenatého (Tringa ochropus).
Rys ostrovid (Lynx lynx) je druh, který se od roku 1996 usídlil v nepřehledných koutech rašelin.

### Agloflora
Díky specifickým podmínkám osídlili rašeliniště nejen typické rostliny, živočichové a samozřejmě i řasy. Avšak řasová flora vrchovišť Kladských rašelin není celkově příliš druhově bohatá. V nárostech rašelinných tůněk zde převládají zelené vláknité řasy (oddělení Chlorophyta). V planktonu tůněk dominují bičíkovci rodů Euglena (krásnoočko) a Trachelomonas, občas se objeví skrytěnky (rod Cryptomonas). V sedimentu dna žijí krásivky a rozsivky. Druhově nejchudší skupinou v Kladských rašelinách jsou sinice. Byl nalezen jenom jediný druh Chroococcus turgidus.

## Ochrana

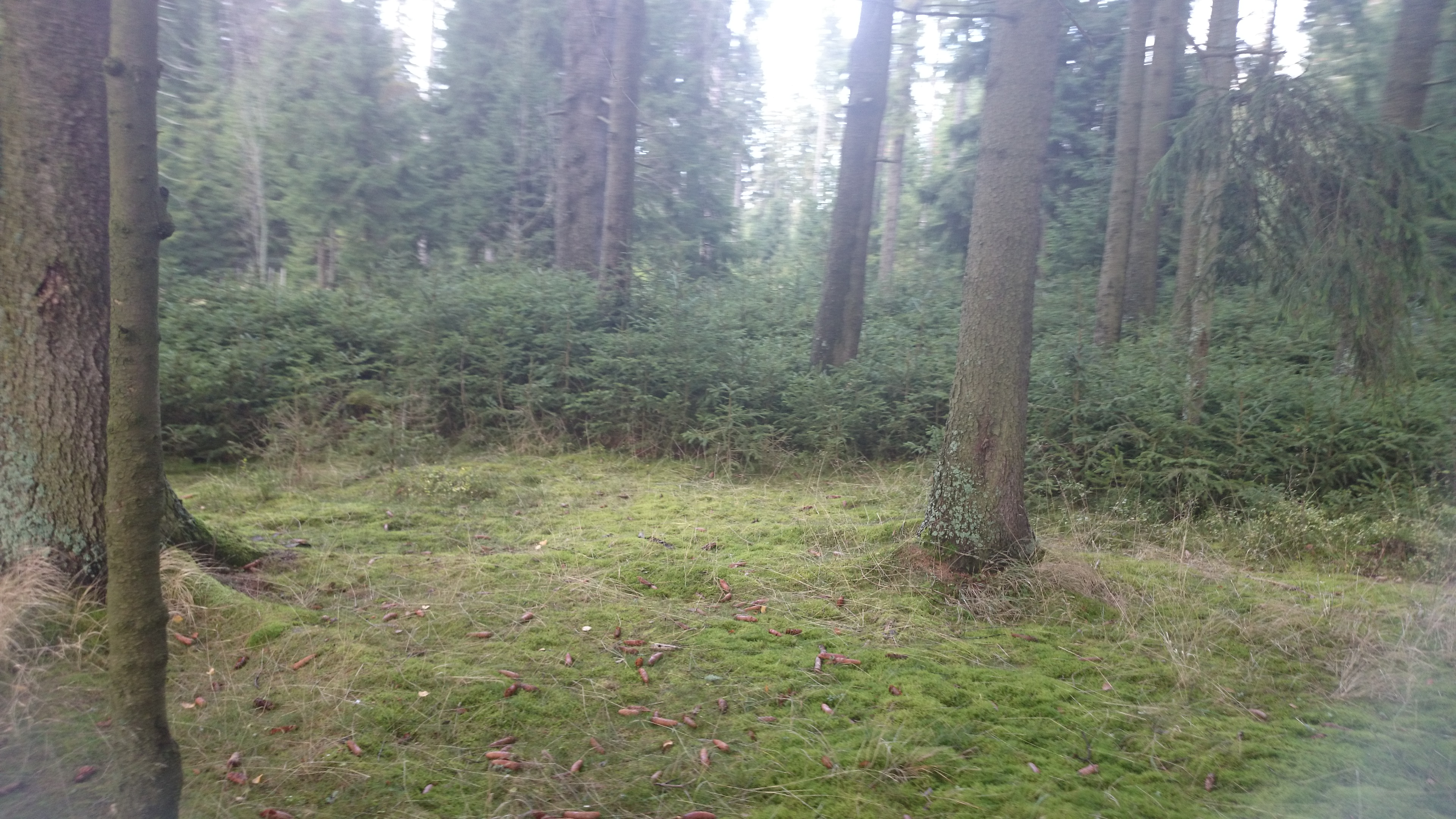
Přírodní zmlazení stromového patra

Národní přírodní rezervace Kladské rašeliny byla vyhlášena v roce 1933, spravuje ji Správa CHKO Slavkovský les. Byla vyhlášena z důvodu ochrany rašeliny (vrchoviště) s typickou květenou. Předmětem ochrany přirozené lesní porosty tvořené především společenstvy rašelinných a podmáčených smrčin a blatkových borů; přirozená bezlesí tvořená především společenstvy otevřených vrchovišť a přechodových rašelinišť; populace vzácných a ohrožených druhů rostlin, borovice blatky, borovice rašelinné a šichy černé, včetně jejich biotopů. V lednu roku 2005 bylo dohodou mezi Správou ochrany přírody, Správou CHKO Slavkovský les a státním podnikem Lesy ČR, LZ Kladská, vytvořeno v části Tajga bezzásahové území, tj. ponechání vybraných částí lesa samovolnému vývoji bez zásahu člověka.

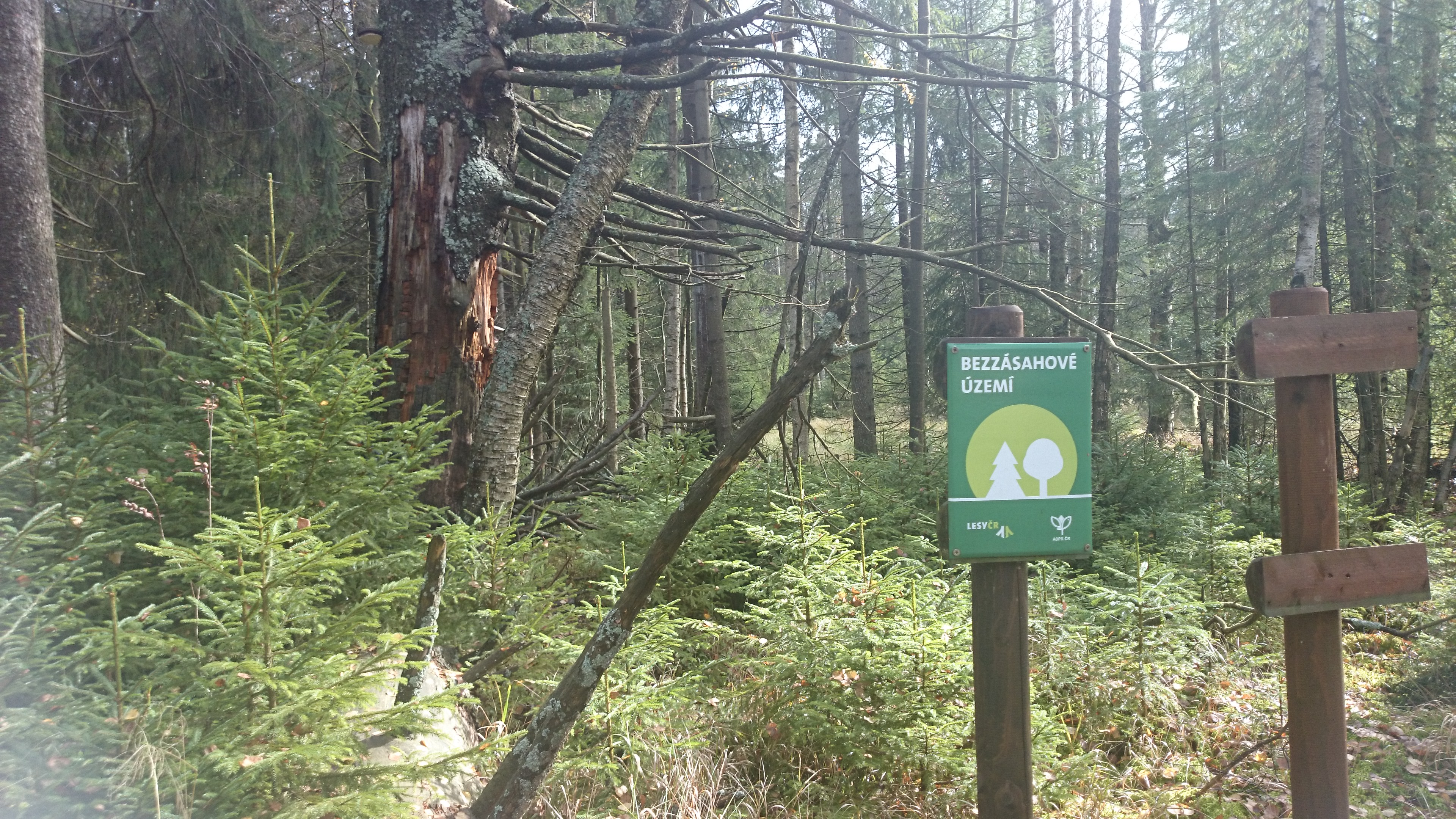
Bezzásahové území Tajga: Ponechání vybraných částí NPR samovolnému vývoji bez zásahu člověka

Podle plánu péče je nutné se soustředit na zlepšení vodního režimu a snížení vlivu zvěře. Na některých úsecích Tajgy především by bylo vyloučeno odvodňování, na vodních plochách a rybníku je třeba udržovat optimální vodní poměry (plné napuštění rybníka). V ostatních částech rezervace byly na obvodových kanálech zbudovány zdržovací hrázky, které vedou ke zlepšení vodních poměrů v rašeliništi. Proti nadměrnému soustředění zvěře v části Paterák byl organizován lov vedoucí k většímu plašení zvěře a také ze severní části NPR byly odstraněny seníky lákající zvěř.
Skoro ve všech částech NPR Kladské rašeliny, kromě Tajgy, bylo realizováno zmlazení stromového patra a někde i umělou výsadbou borovice blatky. Její zmlazení se chrání oplocenkami. V části Lysina za dlouhodobý cíl ochrany se považuje udržení přirozeného vývoje lesních porostů s borovicí bažinnou a rozšiřování její výskytu.
V roce 2005 lokalita Kladské rašeliny byla do národního seznamu evropsky významných lokalit zařazena nařízením vlády č. 132/2005 Sb., kterým se stanoví národní seznam evropsky významných lokalit. V roce 2012 rašeliniště Slavkovského lesa byly zapsány na seznam mokřadů mezinárodního významu (RS 14 Pramenné vývěry a rašeliniště Slavkovského lesa (3 202 ha). V roce 2013 bylo území znovu vyhlášeno ve snaze jasně definovat hranice chráněného území.
V 2012 roce byl zpracován návrh plánu péče o NPR Kladské rašeliny na období 2013–2023.

### Vodní nádrž

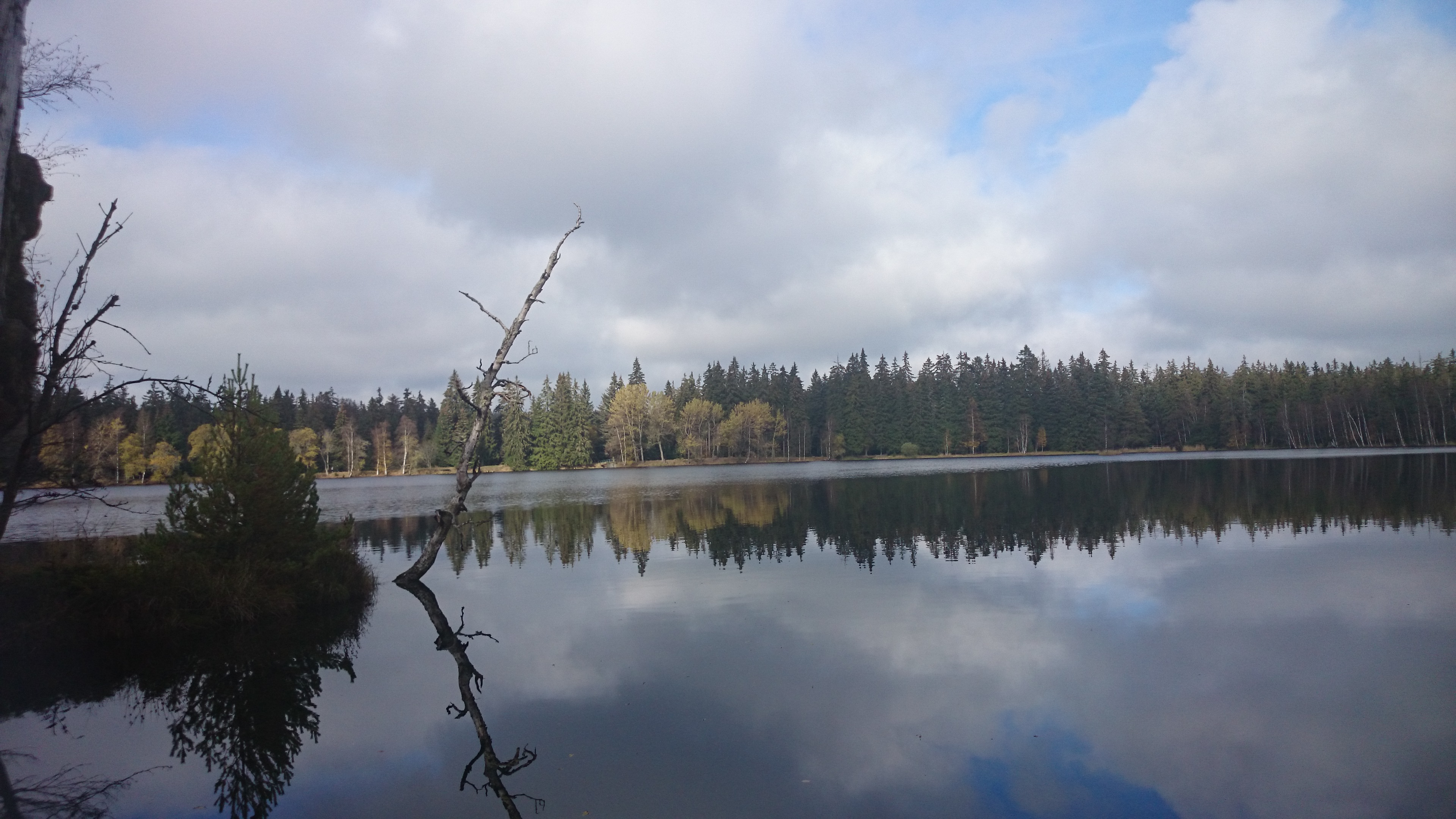
Kladský rybník

Na území osady Kladská v okrese Cheb jsou nádrže, které plní rybochovnou funkci. Kladský a Nový rybník slouží k rekreaci. 

## Turismus
Národní přírodní rezervace Kladské rašeliny je naprosto nevhodná k návštěvám. Případná častá přítomnost lidí by vedla k rozšlapávaní podkladu, poškozování bylinného patra a nejmladších ročníku zmlazení. Pro turisty vede kolem Kladského rybníka při okraji části Tajga naučná stezka Kladská, která sešlapávání porostu zabraňuje.

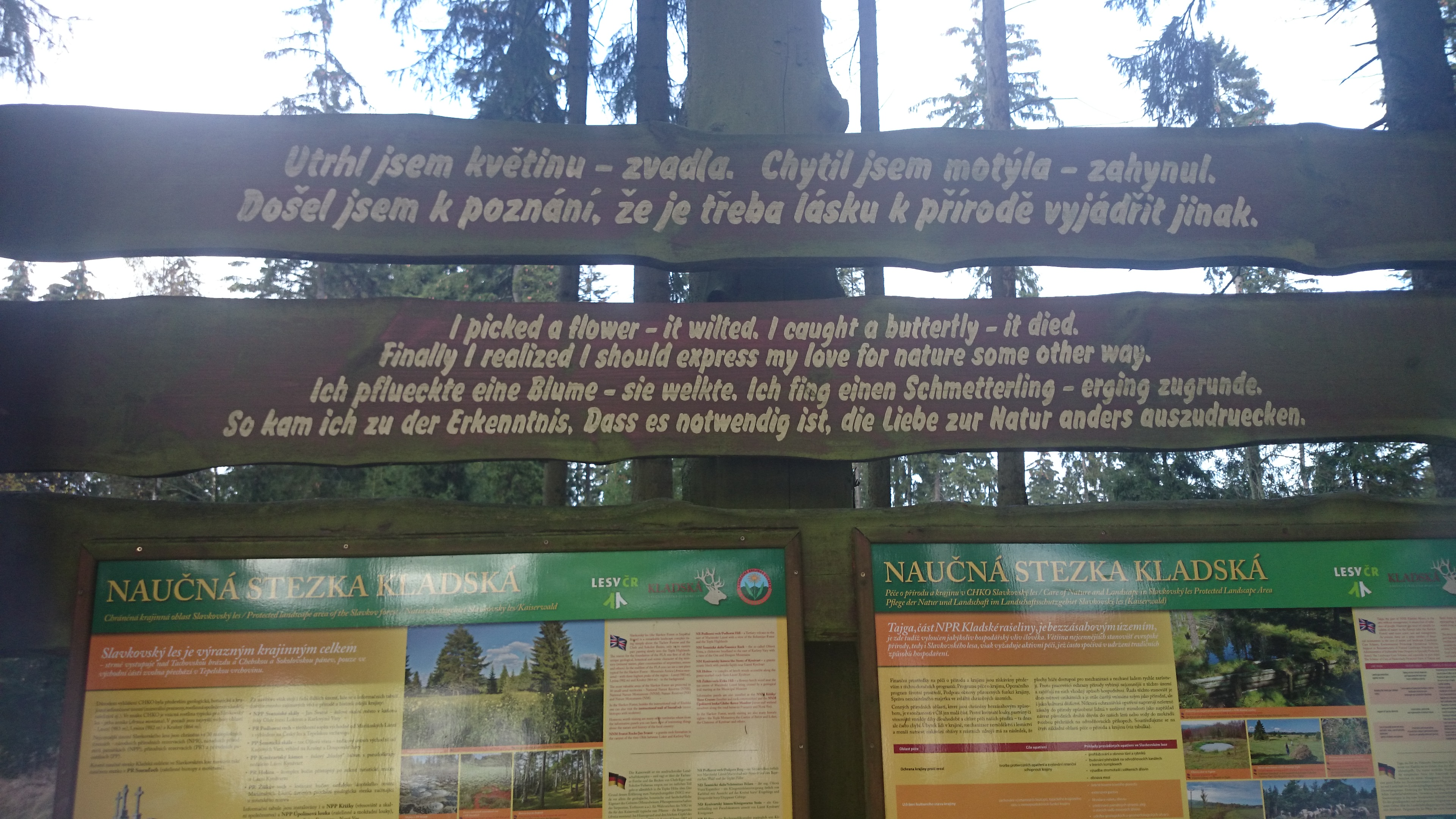
Motto z NS Kladská: Utrhl jsem květinu – zvadla. Chytil jsem motýla – zahynul. Došel jsem k poznání, že je třeba lásku k přírodě vyjádřit jinak